# Austroasca turgaica
Austroasca turgaica är en insektsart som beskrevs av Mitjaev 1979. Austroasca turgaica ingår i släktet Austroasca och familjen dvärgstritar.
Artens utbredningsområde är Kazakstan. Inga underarter finns listade i Catalogue of Life.